# Bouaye
Bouaye – miejscowość i gmina we Francji, w regionie Kraj Loary, w departamencie Loara Atlantycka.
Według danych na rok 2010 gminę zamieszkiwało 5958 osób, a gęstość zaludnienia wynosiła 430 osób/km².